# ヤエヤマコキクガシラコウモリ
ヤエヤマコキクガシラコウモリ（八重山小菊頭蝙蝠、学名:Rhinolophus perditus）は、翼手目キクガシラコウモリ科に属するコウモリ。石垣島ではカブル、西表島ではキシャラとも呼ばれる。（ただし、どちらもコウモリ一般を指すため、本種のみの呼称ではない）

## 分布
日本固有種であり、石垣島、西表島、小浜島、竹富島に生息する。

## 形態
褐色系の体毛をもち、前腕長が40mmから44mm、頭胴長が41mmから50mm、尾長が17.5mmから21.5mm、体重が6.5gから9gになる。体に比べて鼻葉前葉が大きい。広くて短い翼をもち、沖縄島産のオキナワコキクガシラコウモリ R. pumilusよりは、やや大型になる。

## 生態
洞穴性のコウモリであり、自然洞窟や廃坑などをねぐらにする。繁殖期には、数百から数千個体もの大きな集団を形成することが多い。出産前には、雄や亜成獣も加温をするために集団に加わるが、出産を迎える5月には、雌のみで出産哺育コロニーを作る。1回に1子を産む。出産は1週間程度の期間で行われる。雄や亜成獣は、その間は単独でいることが多い。誕生後、25日ほどで飛翔可能になる。冬眠はしない。森林の比較的下層で、カやハエなどを捕食する。開けた所を好まず、洞穴から採餌場への移動もその傾向がみられる。

## 分類
石垣島産は基亜種ヤエヤマコキクガシラコウモリ Rhinolophus perditus perditus に、西表島産は亜種イリオモテコキクガシラコウモリ Rhinolophus perditus imaizumii に分類される。それぞれを別種として、R. perditus、R. imaizumiiとする説もある。竹富島と小浜島のものがどちらに属するのかは、はっきりしていない。

## 保全状態評価
- 絶滅危惧II類 (VU)（環境省レッドリスト）[5]

- 沖縄県版レッドデータブック - 絶滅危惧IB類 (EN) [6]

土地改良にともなう洞窟の減少や洞窟内部の環境変化、さらに採餌場である森林の減少や孤立化が減少の要因と考えられている。